# Manfred Reichegger

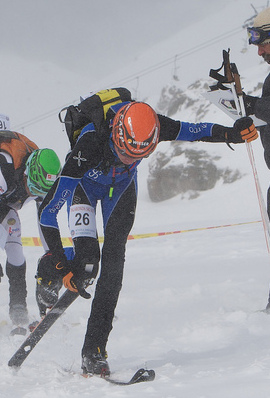
Manfred Reichegger 2010

Manfred Reichegger  (* 6. Januar 1977 in Bruneck) ist ein italienischer Skibergsteiger.
Reichegger nahm 1999 an seinem ersten Wettkampf im Skibergsteigen teil. Seit 2002 gehört er als Sportsoldat zur italienischen Nationalmannschaft.

## Erfolge (Auswahl)
- 2003: 
  - 1. Platz Europameisterschaft Skibergsteigen Single
  - 1. Platz Europameisterschaft Skibergsteigen Kombinationswertung
  - 2. Platz Europameisterschaft Skibergsteigen Team mit Dennis Brunod

- 2004:
  - 1. Platz Weltcup Team
  - 2. Platz bei der Transcavallo mit Dennis Brunod
  - 3. Platz Weltmeisterschaft Skibergsteigen Team mit Dennis Brunod
  - 4. Platz bei der Europameisterschaft Skibergsteigen Einzel
  - 4. Platz bei der Weltmeisterschaft Skibergsteigen Einzel
  - 4. Platz bei der Weltmeisterschaft Skibergsteigen Kombinationswertung

- 2005:
  - 1. Platz bei der Europameisterschaft Skibergsteigen Staffel mit Guido Giacomelli, Dennis Brunod und Matteo Pedergnana
  - 3. Platz Weltcup, Salt Lake City
  - 5. Platz Weltcup Team mit Dennis Brunod

- 2006:
  - 1. Platz Weltmeisterschaft Skibergsteigen Staffel (mit Hansjörg Lunger, Dennis Brunod und Guido Giacomelli)
  - 1. Platz Worldcup Skibergsteigen Team mit Dennis Brunod

- 2007:
  - 1. Platz Weltcup Team
  - 2. Platz Weltcup Einzel
  - 1. Platz Herrenstaffel bei der Europameisterschaft (mit Denis Trento, Dennis Brunod und Guido Giacomelli)
  - 4. Platz bei der Europameisterschaft Skibergsteigen im Team mit Brunod
  - 2. Platz bei der Traça Catalana
  - 9. Platz Europameisterschaft Skibergsteigen Kombinationswertung

- 2008:
  - 1. Platz Weltmeisterschaft Skibergsteigen Staffel (mit Brunod, Trento und Martin Riz)
  - 5. Platz Weltmeisterschaft Vertical Race
  - 5. Platz Weltmeisterschaft Skibergsteigen Kombinationswertung
  - 6. Platz beim Weltcup Skibergsteigen, Val d’Aran
  - 8. Platz bei der Weltmeisterschaft Skibergsteigen Einzel

### Trofeo Mezzalama
- 2003: 3. Platz mit Dennis Brunod und Nicola Invernizzi
- 2005: 3. Platz mit Jean Pellissier und Dennis Brunod
- 2007: 3. Platz mit Dennis Brunod und Denis Trento

### Pierra Menta
- - 1. Platz mit Dennis Brunod

| Personendaten    | Personendaten                |
| ---------------- | ---------------------------- |
| NAME             | Reichegger, Manfred          |
| KURZBESCHREIBUNG | italienischer Skibergsteiger |
| GEBURTSDATUM     | 6. Januar 1977               |
| GEBURTSORT       | Bruneck                      |